# J.T. Barnett
Justin Terrance Barnett, även kallad J.T. Barnett, född 21 augusti 1992 i Scottsdale, Arizona, är en amerikansk ishockeyspelare. Barnett spelade spelade säsongen 2016–2017 i Timrå IK i Hockeyallsvenskan. Efter två spelade matcher, varav den ena utan istid, bröts kontraktet.